# 빠띠오군
빠띠오군은 야소톤주의 행정 구역이다. 이 지역의 총 인구 수는 2005년 기준으로 35398명이다. 인구 밀도는 114.9km2이다.

## 행정 구역
| 번호 | 지명         | 태국어 지명 | 빌리지 | 인구  |
| ---- | ------------ | ----------- | ------ | ----- |
| 1.   | Pho Sai      | โพธิ์ไทร      | 12     | 6,502 |
| 2.   | Krachai      | กระจาย      | 13     | 7,780 |
| 3.   | Khok Na Ko   | โคกนาโก     | 16     | 8,216 |
| 4.   | Chiang Pheng | เชียงเพ็ง     | 7      | 3,621 |
| 5.   | Si Than      | ศรีฐาน       | 8      | 6,226 |

|  | 이 글은 지리에 관한 토막글입니다. 여러분의 지식으로 알차게 문서를 완성해 갑시다. |